# Cnesterodon brevirostratus
 Cnesterodon brevirostratus és un peix de la família dels pecílids i de l'ordre dels ciprinodontiformes.

## Morfologia
Els mascles poden assolir els 3,8 cm de longitud total.

## Distribució geogràfica
Es troba a Sud-amèrica: Brasil (Rio Grande do Sul).